# Велика січнева комета 1910 року
Велика січнева комета 1910 року, офіційно позначена як C/1910 A1 і часто згадувана як комета денного світла, була кометою, яка з'явилася в січні 1910 року. Її вже було видно неозброєним оком, коли її вперше помітили, і багато людей самостійно «відкрили» комету. За видимою яскравістю вона перевершила планету Венеру і була, можливо, найяскравішою кометою 20-го століття.

## Відкриття
17 грудня 1909 року комета була у сполученні з Сонцем та знаходилась на кутовій відстані близько 1 градуса від Сонця, при тому перебувала на відстані приблизно 1 астрономічної одиниці від Сонця. У січні комета досить раптово стала яскравішою, і спочатку її було видно лише з південної півкулі. Декілька людей заявили про «відкриття», але вважається, що комету вперше помітили алмазодобувники в Трансваалі перед світанком 12 січня 1910 року, на той час вона вже була помітною неозброєним оком об'єктом видимої зоряної величини −1 зі схиленням −29° (тобто комету найкраще було видно з південної півкулі).
Першою людиною, яка належним чином вивчила комету, був шотландський астроном Роберт Т. А. Іннес з Трансваальської обсерваторії в Йоганнесбурзі 17 січня, після того, як за два дні до цього про це попередив редактор йоганнесбурзької газети.
Комета досягла перигелію 17 січня і в той час була видима вдень неозброєним оком, маючи видиму зоряну величину –5, внаслідок розсіювання світла. Другий раз комета була у сполученні з Сонцем 18 січня 1910 року. Після проходження перигелію яскравість комети зменшилася, але спостереження комети було вражаючим видовищем для мешканців Північної півкулі, у вечірніх сутінках, на початку лютого, було помітно вигнутий хвіст комети, під кутом 50°.

## Комета Галлея та комета денного світла
У 1910 році засоби масової інформації приділяли значну увагу прогнозованому поверненню комети Галлея, яка досягла перигелію 20 квітня. Тому поява денної комети кількома місяцями раніше стала певною несподіванкою і справила сильне враження на очікувану публіку. Коли комета Галлея повернулася знову в 1986 році, багато людей похилого віку, які бачили її в 1910 році, плутали її з денною кометою.
Через «телефонну помилку» спочатку було повідомлено, що комета названа кометою Дрейка, але як тільки помилка була усвідомлена, преса згодом назвала її «кометою денного світла» або «кометою заходу сонця», оскільки нікому не приписували її відкриття.

## Паніка
Газети в різних містах повідомляли, що люди були налякані появою комети. The Morning Post з м. Камден (штат Нью-Джерсі, США), повідомила, що подібні страхи траплялися в минулі роки, коли на небосхилі з'являлися комети. У Кореї велика кільксіть людей думали, що комета вб'є їх усіх. Деякі люди перестали ходити на роботу, так як чекали кінця світу.